# Прапор Кам'янсько-Дніпровського району
Пра́пор Ка́м'янсько-Дніпро́вського райо́ну — офіційний символ Кам'янсько-Дніпровського району Запорізької області, затверджений 26 червня 2003 року рішенням сесії Кам'янсько-Дніпровської районної ради.

## Опис
Прапор являє собою малинове полотнище, що має співвідношення сторін 2:3 та вузьку синю смугу вздовж древка, біля якої розміщено вертикальний жовтий орнамент. У верхньому лівому куті прапора вміщено жовтий скіфський гребінь.